# Хоробровичи (Брянская область)
Хоробро́вичи (Храбровичи, Харабровичи) — деревня в Брянском районе Брянской области, в составе Новосельского сельского поселения. Расположена в 2 км к западу от деревни Молотино. Население — 12 человек (2010).

## История
Впервые упоминается в 1610 году. В XVII — начале XVIII вв. — владение московских дворян Толочановых, затем Егуповых-Черкасских, с 1780-х гг. — Тютчевых, с 1850-х — С. И. Мальцова. Входила в приход села Барышья, с 1836 года — села Овстуг.
В XVII—XVIII вв. входила в состав Подгородного стана Брянского уезда; с 1861 по 1929 в Овстугской волости Брянского (с 1921 — Бежицкого) уезда. С 1920-х гг. до 1954 года — в Молотинском сельсовете.
| 1866 | 1926 | 1979 | 1989 | 2002 | 2010 | 2013 |
| ---- | ---- | ---- | ---- | ---- | ---- | ---- |
| 214  | 488  | 64   | 16   | 9    | 12   | 6    |